# Rodrigo de Sousa da Silva Alcoforado
Rodrigo de Sousa da Silva Alcoforado (Guimarães, 26 de março de 1733 — Porto, 9 de janeiro de 1807), 1.º barão de Vila Pouca, foi um militar do Exército Português, onde atingiu o posto de tenente-general. Entre outras funções foi capitão-general da Madeira.

## Biografia
Aristocrata e militar do Exército Português, foi mestre-de-campo das tropas auxiliares da Província do Minho. No posto de tenente general foi Governador das Armas do Porto e do Distrito de Entre o Ave e o Mondego.
Na vertente política, foi capitão-general da Madeira e pertenceu ao Conselho de Sua Majestade Fidelíssima.
Era alcaide-mor de Viseu, comendador de Santa Marinha de Malta e de São Salvador de Fomelos da Ordem de Cristo, senhor dos morgados de Vila Pouca e Quinta de Calvos.
Foi-lhe concedido o título de barão de Vila Pouca por decreto de 11 de Janeiro de 1805 da rainha D. Maria I de Portugal. Foi sogro do general Gaspar Teixeira e avô do 1.º visconde de Vila Pouca.